# Carrias
Carrias – gmina w Hiszpanii, w prowincji Burgos, w Kastylii i León, o powierzchni 13,26 km². W 2011 roku gmina liczyła 27 mieszkańców.